# (33029) 1997 QV
1997 QV (asteroide 33029) é um asteroide da cintura principal. Possui uma excentricidade de 0.17622940 e uma inclinação de 10.52390º.
Este asteroide foi descoberto no dia 25 de agosto de 1997 por Kenneth A. Williams em Lake Clear.